# Oana Chirilă
Oana Florica Chirilă (n. 3 mai 1981, Cluj-Napoca) este o jucătoare de handbal profesionistă din România. În prezent evoluează la CS Măgura Cisnădie.

## Biografie
Oana a început să practice handbalul la vârsta de 13 ani și jumătate. La 16 ani, Oana și-a făcut debutul în Liga Națională ca jucătoare a Universității Cluj, echipa din orașul natal.
În sezonul competițional 1998-1999, Oana Chirilă a debutat și în competițiile EHF. Echipa din Cluj, din care mai făceau parte jucătoare ca Ionica Munteanu sau Annamária Ilyés, a jucat în Cupa EHF, fiind eliminată însă în șaisprezecimi de formația poloneză GKS Piotrkovia.
În perioada 2002-2010 este legitimată la clubul spaniol Elda Prestigio, alături de care și-a trecut în palmares 3 titluri de campioană a Spaniei, 2 de vicecampioană, o cupă a Spaniei și o Supercupă, precum și două prezențe în grupele Champions League alături de gruparea iberică, dar și o semi-finală de Cupa EHF în 2009, urmată de o finală a aceleiași competiții în 2010. 
În anul 2010 se transferă la clubul Itxako Ryeno de Navarra alături de care câștigă campionatul iberic, super cupa, dar și o prezență în finala Ligii Campionilor. 
În perioada 2011-2012 face parte din echipa „galactică” a celor de la Oltchim Râmnicu Vâlcea, alături de care câștigă campionatul intern, dar și prezența în Semi-Finala Ligii Campionilor alături de formația din Vâlcea.
În sezonul 2014-2015 se transferă la Divizionara Secundă CSM Sebeș Alba, alături de care promovează în Liga Națională. 
Începând cu anul 2015 este legitimată la CSM Bistrița, alături de care se află pe primul loc în Divizia A, Seria B, cu șanse reale de promovare în Liga Națională. 
În 1999, Oana Chirilă a făcut parte din echipa națională de junioare a României care a câștigat medalia de aur la Campionatele Europene de Handbal Feminin pentru Junioare organizate de Germania. În finala desfășurată la Rotenburg, echipa României, antrenată de Aurelian Roșca, a învins echipa Lituaniei cu scorul de 33-24. Printre coechipierele Oanei Chirilă s-au aflat Tereza Tamaș și Ionela Gâlcă.
Performanța s-a repetat și anul următor, la Campionatul European de Handbal Feminin pentru Tineret desfășurat la Saint-Raphaël, în Franța, când Oana a devenit campioană europeană alături de coechipierele ei din echipa României. Alături de Gâlcă și Tamaș, din selecționata română a făcut parte și Valentina Elisei.

## Palmares

### Club
- Liga Națională:
  -  Câștigătoare: 2012
  -  Medalie de bronz: 1997

- Campionatul Spaniei:
  -  Câștigătoare: 2003, 2004, 2008
  - Medalie de argint: 2005, 2010
  - Medalie de bronz: 2006, 2007, 2009

- Cupa Reginei:
  -  Câștigătoare: 2005, 2011

- Supercupa Spaniei:
  -  Câștigătoare: 2008, 2010

- Liga Campionilor EHF:
  - Finalistă: 2011 (46 de goluri înscrise)
  - Semifinalistă: 2012 (34 de goluri înscrise)
  - Sfert-finalistă: 2005 (27 de goluri înscrise)

- Cupa EHF:
  - Finalistă: 2010 (82 de goluri înscrise)
  - Semifinalistă: 2007 (64 de goluri înscrise)
  - Sfert-finalistă: 2008 (40 de goluri înscrise)
  - Șaisprezecimi de finală: 1999

- Cupa Cupelor EHF:
  - Sfert-finalistă: 2003, 2004

- Campionatul național de juniori al României:
  -  Câștigătoare: 1997, 1999, 2000
  -  Medalie de argint: 1995

### Echipa națională
- Campionatul Mondial:
  -  Medalie de argint: 2005

- Campionatul European:
  -  Medalie de bronz: 2010

- Campionatul Mondial Universitar:
  -  Medalie de aur: 2002

- Campionatul European pentru Tineret:
  -  Medalie de aur: 2000

- Campionatul European pentru Junioare:
  -  Medalie de aur: 1999

## Distincții personale
- Cea mai bună extremă dreapta la Campionatul European pentru Junioare: 1999[5];
- Cel mai bun inter dreapta la Campionatul European pentru Tineret: 2000[6];
- Cea mai bună marcatoare din Cupa EHF: 2007[7], 2010[8]